# Tim Burton Productions
Tim Burton Productions es una productora de cine y televisión estadounidense fundada por Tim Burton a mediados de los años 1980. Denise Di Novi una vez encabezó la pancarta de 1989 a 1996.  Por lo general, la empresa no aparecía acreditada en películas dirigidas o producidas por Burton.

## Filmografía

### Películas
| Título                          | Lanzamiento              | Director                | Coproducida por                                                                    | Distribución                        |
| ------------------------------- | ------------------------ | ----------------------- | ---------------------------------------------------------------------------------- | ----------------------------------- |
| Edward Scissorhands             | 7 de diciembre de 1990   | Tim Burton              | N/A                                                                                | 20th Century Fox                    |
| Batman Returns                  | 19 de junio de 1992      | Tim Burton              | Warner Bros. Pictures, DC Comics, Polygram Pictures                                | Warner Bros. Pictures               |
| The Nightmare Before Christmas  | 29 de octubre de 1993    | Henry Selick            | Touchstone Pictures, Skellington Productions                                       | Buena Vista Pictures Distribution   |
| Cabin Boy                       | 7 de enero de 1994       | Adam Resnick            | Touchstone Pictures, Skellington Productions                                       | Buena Vista Pictures Distribution   |
| Ed Wood                         | 30 de septiembre de 1994 | Tim Burton              | Touchstone Pictures                                                                | Buena Vista Pictures Distribution   |
| Batman Forever                  | 16 de junio de 1995      | Joel Schumacher         | Warner Bros. Pictures, DC Comics, PolyGram Pictures                                | Warner Bros. Pictures               |
| Mars Attacks!                   | 16 de diciembre de 1996  | Tim Burton              | N/A                                                                                | Warner Bros. Pictures               |
| James and the Giant Peach       | 12 de abril de 1996      | Henry Selick            | Walt Disney Pictures, Allied Filmmakers, Skellington Productions                   | Buena Vista Pictures Distribution   |
| Corpse Bride                    | 23 de septiembre de 2005 | Mike Johnson Tim Burton | Laika, Patalex II Productions                                                      | Warner Bros. Pictures               |
| 9                               | 09 de septiembre de 2009 | Shane Acker             | Focus Features, Relativity Media, Lux Animation                                    | Focus Features                      |
| Abraham Lincoln: Vampire Hunter | 22 de junio de 2012      | Timur Bekmambetov       | Bazelevs Company, Dune Entertainment                                               | 20th Century Fox                    |
| Frankenweenie                   | 05 de octubre de 2012    | Tim Burton              | Walt Disney Pictures                                                               | Walt Disney Studios Motion Pictures |
| Big Eyes                        | 25 de diciembre de 2014  | Tim Burton              | Electric City Entertainment, Silverwood Films                                      | The Weinstein Company               |
| Alice Through the Looking Glass | 27 de mayo de 2016       | James Bobin             | Walt Disney Pictures, Roth Films, Team Todd                                        | Walt Disney Studios Motion Pictures |
| Dumbo                           | 29 de marzo de 2019      | Tim Burton              | Walt Disney Pictures, Infinite Detective Productions, Secret Machine Entertainment | Walt Disney Studios Motion Pictures |
| Beetlejuice Beetlejuice         | 6 de septiembre de 2024  | Tim Burton              | Warner Bros. Pictures, Plan B Entertainment                                        | Warner Bros. Pictures               |

### Televisión
| Título      | Años de emisión | Creador(es)               | Coproducción compañías                                                            | Distribuidor(es)                                           | Red       |
| ----------- | --------------- | ------------------------- | --------------------------------------------------------------------------------- | ---------------------------------------------------------- | --------- |
| Beetlejuice | 1989–91         | Tim Burton                | Nelvana Limited, The Geffen Film Company, Warner Bros. Televisión                 | Warner Bros. Television Studios                            | A B C Fox |
| Family Dog  | 1993            | pájaro brad               | Amblin Television, Warner Bros. Television, Universal Television, Nelvana Limited | Warner Bros. Television., NBCUniversal Syndication Studios | CBS       |
| Wednesday   | 2022-presente   | Alfred Gough Miles Millar | MGM Televisión, Tinta Millar Gough, Toluca Pictures                               | Servicios de transmisión de Netflix                        | netflix   |